# Anaciaeschna jaspidea
Espèce
Répartition géographique
Statut de conservation UICN

 LC  : Préoccupation mineure
Anaciaeschna jaspidea est une espèce de libellule de la famille des Libellulidae. L'espèce se trouve dans les bassins artificiels, les marais, les lacs à l'eau agitée, les rizières abandonnées, etc. Elle est active au crépuscule et durant la nuit. Elle ne dépasse pas 2 500 m d'altitude.  L'espèce est signalée en Asie du sud-est, en Chine du sud, en Inde, en Indonésie, au Japon, au Laos, en Malaisie, au Népal, en Papouasie-Nouvelle-Guinée, aux Philippines, à Taïwan, en Thaïlande et au Viet Nam. En Océanie, elle est signalée en Australie, aux États fédérés de Micronésie, à Guam, aux Îles Cook, à Palaos, aux Samoa.

## Synonymie
- Aeschna tahitensis (Brauer, 1865)
- Aeshna jaspidea (Burmeister, 1839)
- Aeschna jaspidea (Burmeister, 1839)
- Protoaeschna pseudochiri (Förster, 1908)